# باتي جوردن
باتي جوردن (بالإنجليزية: Patty Jordan)‏ هي لاعبة غولف أمريكية، ولدت في 2 ديسمبر 1959 في بوفالو في الولايات المتحدة.